# کاژیمیش بیسکوپی
کاژیمیش بیسکوپی (لهستانی: Kazimierz Biskupi؛ [kaˈʑimjɛʂ]) یک روستا در لهستان است که در گمینا کاژمیژ بیسکوپی واقع شده‌است.
 کاژمیژ بیسکوپی  ۴٬۲۸۰ نفر جمعیت دارد.